# رود یاتا
رود یاتا رودی است که به رود ماموره می‌ریزد. این رود از کشور بولیوی می‌گذرد.